# 約翰蘭德蝴蝶魚
約翰蘭德蝴蝶魚，為輻鰭魚綱鱸形目蝴蝶魚科的其中一種。

## 分布
本魚分布於東太平洋區，包括墨西哥、巴拿馬、哥斯大黎加、薩爾瓦多、宏都拉斯、尼加拉瓜、加拉巴哥群島、哥倫比亞、厄瓜多、秘魯等海域。

## 深度
水深6至40公尺。

## 特徵
本魚體側扁，吻突出，眼紅色。頭部為銀白色，體為黃色。額頭有一黑色大斑塊，吻部則有一小黑斑。各鰭呈黃色或金黃色，側線金黃色且明顯，背鰭基部有一新月形黑色斑塊延伸至尾柄。背鰭硬棘11至12枚；背鰭軟條24至25枚；臀鰭硬棘3枚；臀鰭軟條18至20枚。體長可達20公分。

## 生態
本魚棲息在珊瑚礁與岩礁之上，常形成大群魚群，屬雜食性，以藻類、腹足動物與小型甲殼動物等為食。也會替較大的魚剔除身上的寄生蟲。

## 經濟利用
為觀賞性魚類。